# Asia's Next Top Model

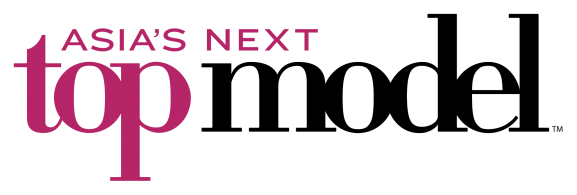
Logo chương trình từ mùa thứ 1-5 (2012-2017)

Asia's Next Top Model (viết tắt là "ASNTM", tạm dịch: Người mẫu hàng đầu thế hệ mới châu Á) là chương trình truyền hình thực tế về người mẫu dựa trên nguyên tác của America's Next Top Model mà các người mẫu trong châu Á sẽ cùng nhau tranh tài để giành được danh hiệu Asia's Next Top Model cùng các cơ hội phát triển sự nghiệp người mẫu. Chương trình được phát sóng lần đầu tiên vào năm 2012 và được phát sóng trên Fox Life (trước đây là STAR World).
Asia's Next Top Model được tổ chức chủ yếu ở Singapore ngoại trừ mùa 2 được tổ chức tại Malaysia và mùa 6 tại Thái Lan. Trải qua 6 mùa tổ chức, chương trình đã tìm ra các quán quân từng mùa lần lượt là Jessica Amornkuldilok (Thái Lan), Sheena Liam (Malaysia), Ayu Gani (Indonesia), Tawan Kedkong (Thái Lan), Maureen Wroblewitz (Philippines) và Dana Slosar (Thái Lan).

## Điều kiện tham dự
Thí sinh tham dự phải từ độ tuổi 16 - 27 và cao ít nhất từ 1m68. Các thí sinh phải có quốc tịch của một quốc gia châu Á hoặc là người gốc châu Á. Thí sinh đã từng tham gia một phiên bản Top Model khác vẫn được phép tham gia với điều kiện họ không phải là quán quân. Chương trình ưu tiên những ứng viên không có nhiều kinh nghiệm và chưa đại diện một chiến dịch quảng cáo cho nhãn hiệu nào trong hai năm trở lại. Tuy nhiên, các thí sinh có nhiều kinh nghiệm hay đang được đại diện bởi một công ty quản lý người mẫu vẫn có thể tham gia chương trình dưới một số điều kiện ràng buộc.

## Định dạng chương trình
Mỗi mùa, chương trình phát sóng khoảng 12 - 13 tập, trong đó có một tập đặc biệt tổng hợp quá trình được phát sóng ở giai đoạn cuối mỗi mùa. Ban đầu, chương trình có khoảng 14-16 thí sinh. Ở mỗi tập, các thí sinh sẽ được đánh giá dựa trên thành tích ở các phần thử thách và chụp hình. Thí sinh thể hiện tệ nhất mỗi tập sẽ bị loại, đôi khi sẽ có màn loại kép (2 thí sinh bị loại) hoặc miễn loại (không có thí sinh bị loại). Các thí sinh thường được làm mới hình ảnh (makeover) khoảng 2-3 tập sau khi bắt đầu cuộc thi. Đến khoảng tập 7-8, các thí sinh được di chuyển đến một địa điểm quốc tế để tham gia thử thách và chụp hình tại địa điểm đó.
Bắt đầu từ mùa 4, thí sinh được đánh giá theo điểm số dựa trên hệ thống từng được áp dụng tại America's Next Top Model.

## Giám khảo và cố vấn
Ban giám khảo của chương trình thường gồm 3 tới 4 thành viên mỗi mùa. Ban giám khảo này thường có sự thay đổi theo từng mùa. Người mẫu Nayda Hutagalung đảm nhiệm vai trò dẫn chương trình ở mùa 1 và 2 trước khi được thay thế bởi Georgina Wilson ở mùa 3. Kể từ mùa 4, Siêu mẫu Thái Lan Cindy Bishop là người dẫn dắt chương trình.
Khác với phiên bản gốc tại Mỹ, Asia's Next Top Model mỗi mùa có sự góp mặt của một cố vấn người mẫu (model mentor) bên cạnh người dẫn chương trình và giám khảo khác. Người này có vai trò đồng hành, hỗ trợ và đưa ra góp ý cho các thí sinh trong các phần thi. Cho tới mùa 5, cố vấn người mẫu luôn là một phần của dàn giám khảo chính để đánh giá loại thí sính. Joey Mead King là người đảm nhiệm vị trí cố vấn người mẫu trong 3 mùa đầu tiên. Cô sau đó được thay thế bởi Kelly Tandiono ở mùa 4. Ở mùa 5, Cara G. McIlroy được chọn làm cố vấn người mẫu. Ở mùa 6, lần đầu tiên các cựu thí sinh, gồm Shikin Gomez (á quân mùa 5), Nguyễn Minh Tú (á quân mùa 5) và Monika Sta. Maria (á quân mùa 3), được mời trở lại trong vai trò cố vấn cho các thí sinh mới. Tuy nhiên, không giống các mùa trước, các cố vấn ở mùa 6 không nắm vai trò giám khảo trong phần đánh giá và loại thí sinh.
Các thành viên còn lại qua từng mùa là Daniel Boey (mùa 1), Todd Anthony Tyler (mùa 1), Adam Williams (mùa 2), Mike Rosenthal (mùa 2), Alex Perry (mùa 3) và Yu Tsai (mùa 4–6).
| Giám khảo/Cố vấn   | Mùa              | Mùa              | Mùa               | Mùa               | Mùa               | Mùa               |  |
| Giám khảo/Cố vấn   | 1 (2012-2013)    | 2 (2014)         | 3 (2015)          | 4 (2016)          | 5 (2017)          | 6 (2018)          |  |
| Dẫn chương trình   | Dẫn chương trình | Dẫn chương trình | Dẫn chương trình  | Dẫn chương trình  | Dẫn chương trình  | Dẫn chương trình  |  |
| ------------------ | ---------------- | ---------------- | ----------------- | ----------------- | ----------------- | ----------------- |  |
| Nadya Hutagalung   | Giám khảo chính  | Giám khảo chính  |                   |                   |                   |                   |  |
| Georgina Wilson    |                  |                  | Giám khảo chính   | Khách mời         |                   |                   |  |
| Cindy Bishop       |                  |                  |                   | Giám khảo chính   | Giám khảo chính   | Giám khảo chính   |  |
| Ban giám khảo      |                  |                  |                   |                   |                   |                   |  |
| Daniel Boey        | Giám khảo chính  |                  |                   | Khách mời định kì | Khách mời định kì |                   |  |
| Todd Anthony Tyler | Giám khảo chính  |                  |                   |                   |                   |                   |  |
| Mike Rosenthal     |                  | Giám khảo chính  | Khách mời định kì |                   |                   |                   |  |
| Adam Williams      | Khách mời        | Giám khảo chính  |                   |                   |                   |                   |  |
| Alex Perry         |                  | Khách mời        | Giám khảo chính   |                   |                   |                   |  |
| Yu Tsai            |                  |                  |                   | Giám khảo chính   | Giám khảo chính   | Giám khảo chính   |  |
| Cố vấn             |                  |                  |                   |                   |                   |                   |  |
| Joey Mead King     | Giám khảo chính  | Giám khảo chính  | Giám khảo chính   |                   |                   |                   |  |
| Kelly Tandiono     |                  |                  |                   | Giám khảo chính   |                   |                   |  |
| Cara McIlroy       | Khách mời        |                  | Khách mời         |                   | Giám khảo chính   | Khách mời         |  |
| Nguyễn Minh Tú     |                  |                  |                   |                   | Thí sinh          | Khách mời định kì |  |
| Shikin Gomez       |                  |                  |                   |                   | Thí sinh          | Khách mời định kì |  |
| Monika Sta. Maria  |                  |                  | Thí sinh          | Khách mời         | Khách mời         | Khách mời định kì |  |

## Các mùa
| Mùa           | Ngày phát sóng       | Quán quân             | Á quân                       | Thứ tự loại trừ | Số thí sinh | Điểm đến quốc tế |
| ------------- | -------------------- | --------------------- | ---------------------------- | --- | ----------- | ---------------- |
| 1 · Singapore | 25 tháng 11 năm 2012 | Jessica Amornkuldilok | Kate Ma Stephanie Retuya     | Kyla Tan, Monica Benjaratjarunun (bỏ cuộc), Bei Si Liu, Jee Choi & Filantropi Witoko, Thùy Trang Nguyễn, Rachel Erasmus, Melissa Th'ng, Helena Chan, Aastha Pokharel, Sofia Wakabayashi                           | 14          | Batam Hồng Kông  |
| 2 · Malaysia  | 8 tháng 1 năm 2014   | Sheena Liam           | Jodilly Pendre               | Jessie Yang, Elektra Yu, Bona Kometa, Jihye Moon, Như Thảo Phan, Poojaa Gill, Sneha Ghosh & Janice Hermijanto, Tia Taveepanichpan, Natalie Pickles, Josephine Tan, Nicole Lee, Marie Nakagawa, Katarina Rodriguez | 16          | Hồng Kông        |
| 3 · Singapore | 25 tháng 3 năm 2015  | Ayu Gani              | Monika Sta. Maria            | Shareeta Selvaraj, Kiana Guyon, Rani Ramadhany, Lorretta Chow & Celine Dương, Franchesca Lagua, Melissa Tan, KB Barlow, Tahlia Raji, Amanda Chan, Barbara Katsuki, Aimee Cheng-Bradshaw                           | 14          | Không có         |
| 4 · Singapore | 9 tháng 3 năm 2016   | Tawan Kedkong         | Patricia Gunawan Sang In Kim | Maya Goldman, Tugs Saruul, Mai Ngô, Gwen Ruais, Alaiza Malinao (bỏ cuộc), Jessica Lam, Aldilla Zahraa, May Htet Aung, Tuti Noor, Julian Flores                                                                    | 14          | Không có         |
| 5 · Singapore | 5 tháng 4 năm 2017   | Maureen Wroblewitz    | Minh Tú Nguyễn Shikin Gomez  | Anjelica Santillan, Heidi Grods, Jennica Sanchez, Layla Ong, Alicia Amin, R Nametha (phạm luật), Valerie Krasnadewi & Dorothy Petzold, Veronika Krasnasari, Cindy Chen, Clara Tan                                 | 14          | Kuala Lumpur     |
| 6 · Thái Lan  | 22 tháng 8 năm 2018  | Dana Slosar           | Adela Marshall Mia Sabathy   | Lena Saetiao & Hody Yim, Sharnie Fenn, Iko Bustomi, Jesslyn Lim, Rubini Sambanthan, Yi Han Si, Jachin Manere, Thanh Vy Nguyễn, Pim Bubear, Beauty Thet Thinn                                                      | 14          | Không có         |

## Danh sách các thí sinh tham gia đại diện các quốc gia
| Trung Quốc  | Bei Si Liu                                   | Jessie Yang                       | —                                              | —                                       | —                                                     | —                                   | —                                                | —                           |   |   |   |   |   |
| Hồng Kông   | Helena Chan                                  | Elektranika Yu                    | KB Barlow Lorretta Chow                        | Jessica Lam                             | —                                                     | Hody Yim                            | Clarie Yun                                       | KB Barllow                  |   |   |   |   |   |
| Ấn Độ       | Rachel Erasmus                               | Sneha Ghosh                       | —                                              | —                                       | —                                                     | —                                   | —                                                | Sneha Gosh                  |   |   |   |   |   |
| Indonesia   | Filantropi Witoko                            | Janice Hermijanto Bona Kometa     | Ayu Gani Tahlia Raji Rani Ramadhany            | Patricia Gunawan Aldilla Zahraa         | Clara Tan Veronika Krasnasari Valrie Krasnasari       | Iko Bustomi Jesslyn Lim             | Priscilla Keylah Desy Robethson                  | Janice Herjimanto Clara Tan |   |   |   |   |   |
| Nhật Bản    | Sofia Wakabayashi                            | Marie Nakagawa                    | Barbara Katsuki                                | —                                       | —                                                     | Sharnie Fenn                        | Ako Sumin Hakoyama                               | Sharnie Fenn                |   |   |   |   |   |
| Malaysia    | Melissa YunijihgohxgjTh'ng                   | Sheena Liam Josephine Tan         | Melissa Tan Shareeta Selvaraj                  | Tuti Noor                               | Shikin Gomez Alicia Amin                              | Rubini Sambanthan                   | Hallona Fellona Sarah Mashona                    | Sarah Mashona               |   |   |   |   |   |
| Mông Cổ     | —                                            | —                                 | —                                              | Tugs Saruul                             | —                                                     | —                                   | —                                                | Tugs Sharull                |   |   |   |   |   |
| Myanmar     | —                                            | —                                 | —                                              | May Htet Aung                           | —                                                     | Beauty Thet Thinn                   | —                                                | May Htet Aung               |   |   |   |   |   |
| Nepal       | Aastha Pokharel                              | —                                 | —                                              | —                                       | —                                                     | —                                   | —                                                | —                           | — | — | — | — | — |
| Philippines | Stephanie Retuya                             | Jodilly Pendre Katarina Rodriguez | Monika Sta. Maria Amanda Chan Franchesca Lagua | Julian Flores Alaiza Malinao Gwen Ruais | Maureen Wroblewitz Jennica Sanchez Anjelica Santillan | Adela Mae Marshall                  | Esther Cortista Yuli Pangestu Garibelle Carrasco | Julian Flores               |   |   |   |   |   |
| Singapore   | Kyla Tan                                     | Nicole Lee Poojaa Gill            | Aimee Cheng-Bradshaw                           | Angie Watkins                           | R Nametha Layla Ong                                   | Yi Han Si                           | Alisha Ash Meight                                | Yi Han Si R Nametha         |   |   |   |   |   |
| Hàn Quốc    | Jee Choi                                     | Jihye Moon                        | —                                              | Kim Sang In                             | —                                                     | —                                   | —                                                | Jihye Moon                  |   |   |   |   |   |
| Đài Loan    | Kate Ma                                      | Natalie Pickles                   | —                                              | —                                       | Cindy Chen                                            | Mia Sabathy                         | Yinni Zhang                                      | Kate Ma Cindy Chen          |   |   |   |   |   |
| Thái Lan    | Jessica Amornkuldilok Monica Benjaratjarunun | Tia Taveepanichpan                | Kiana Guyon                                    | Tawan Kedkong Maya Goldman              | Dorothy Petzold Heidi Grods                           | Dana Slosar Pim Bubear Lena Saetiao | Jennifer Kampon Kontrakoon Chawan Fusuamakawa    | Monica Benjaratjarunun      |   |   |   |   |   |
| Việt Nam    | Nguyễn Thị Thùy Trang                        | Phan Như Thảo                     | Celine Duong                                   | Ngô Thị Quỳnh Mai                       | Nguyễn Minh Tú                                        | Nguyễn Phương Thanh Vy              | Lilly Nguyễn                                     | Celine Dương                |   |   |   |   |   |

1. 1 2  Thí sinh quyết định bỏ cuộc.
2. ↑  Thí sinh bị loại do phạm luật.

## Tỉ suất người xem
| Mùa thi | Múi giờ (UTC+8/+7)   | Ngày phát sóng            | Chung kết mùa thi         | Kênh trình chiếu | Năm       | Người xem khu vực (Triệu người) |
| ------- | -------------------- | ------------------------- | ------------------------- | ---------------- | --------- | ------------------------------- |
| 1       | Chủ nhật 20:55/19:55 | Ngày 25 tháng 11 năm 2012 | Ngày 17 tháng 2 năm 2013  | STAR World       | 2012-2013 | 39                              |
| 2       | Thứ tư 21:40/20:40   | Ngày 8 tháng 1 năm 2014   | Ngày 9 tháng 4 năm 2014   | STAR World       | 2014      |                                 |
| 3       | Thứ tư 20:45/19:45   | Ngày 25 tháng 3 năm 2015  | Ngày 17 tháng 6 năm 2015  | STAR World       | 2015      |                                 |
| 4       | Thứ tư 21:00/20:00   | Ngày 9 tháng 3 năm 2016   | Ngày 1 tháng 6 năm 2016   | STAR World       | 2016      |                                 |
| 5       | Thứ tư 21:00/20:00   | Ngày 5 tháng 4 năm 2017   | Ngày 28 tháng 6 năm 2017  | STAR World       | 2017      | 15 (TV) 23 (YouTube)            |
| 6       | Thứ tư 21:00/20:00   | Ngày 22 tháng 8 năm 2018  | Ngày 24 tháng 10 năm 2018 | Fox Life         | 2018      |                                 |